# Eisenbahnerbe im UNESCO-Welterbe
Eisenbahnerbe ist Eisenbahninfrastruktur, die entweder wegen ihrer herausragenden Bedeutung als historisches Zeugnis aus der Anfangszeit der Eisenbahn oder wegen ihrer besonderen Einbettung in die Landschaft in das UNESCO-Welterbe aufgenommen wurde. Dazu zählen folgende Orte oder Einrichtungen:
- Semmeringbahn (Österreich)
- Bahnhof Chhatrapati Shivaji Terminus (Indien)
- Gebirgseisenbahnen in Indien
- Berninabahn und Albulabahn (Italien / Schweiz)
- Transiranische Eisenbahn (Iran)

Für folgende Orte oder Einrichtungen wurde der Schutz beantragt:
- Stadtviertel Peñarol (Montevideo) in Uruguay
- Kulturelle Reiseroute des Transandinen-Zuges (Ecuador)
- Dörfer und Eisenbahn im Gebirge Serra do Mar (Brasilien)
- Hedschasbahn (Saudi-Arabien)
- Eisenbahnkomplex und englisches Dorf Sapucai (Paraguay)
- Infrastruktur der United Fruit Company (Kolumbien)